# Джордан, Ричард
Ричард Энсон Джордан-младший (англ. Richard Anson Jordan Jr.; 19 июля 1937, Нью-Йорк — 30 августа 1993, Лос-Анджелес) — американский актёр театра, кино и телевидения. Постоянный участник шекспировского фестиваля в Нью-Йорке и ряда бродвейских постановок.

## Ранние годы
Ричард Энсон Джордан-младший родился в Нью-Йорке в семье Роберта Энсона Джордана из Бостона и Констанс Хэнд Джордан из Нью-Йорка. Его прадед по материнской линии Лернед Хэнд служил в апелляционном суде второго округа, был легендарным судьёй и одним из наиболее уважаемых юристов в американской истории. В 1942 году родители Роберта развелись, его мать вышла замуж за председателя городского совета Нью-Йорка. Этот брак, как и предыдущий, был заключён самим мэром города Фьорелло Ла Гуардия в его официальной резиденции.

## Карьера
Джордан начал актёрскую карьеру по окончании Гарварда. В 1961 году он появился на Бродвее вместе с Артом Карни и Элизабет Эшли в пьесе Take Her, She’s Mine. В это же время началась и его работа на телевидении, он снимается в эпизодах сериала «Защитники», «Обнажённый город», «Империя» и Wide Country. Ричард начал работать в публичном театре Джоя Папа в спектаклях по Шекспиру «Буря», «Венецианский купец» и «Как вам это понравится». В 1966 году он вернулся на Бродвей, выступив в спектакле Generation с Генри Фонда.
В 1970 году Джордан начал сниматься в фильмах, его кинокарьера началась с ролей злодеев. Он сыграл роль молодого стрелка в фильме «Вальдес идёт» (1971) с Бертом Ланкастером. В фильме «Друзья Эдди Койла» (1973) с Робертом Митчемом он сыграл агента Минфина США, оказавшимся таким же преступников, как и те, за которыми он охотился. Весь остаток 1970-х годов он играл роли злодеев в фильмах «Рустер Когберн» (1975), «Бегство Логана» (1976) и «Интерьеры» (1978). Он также получил положительную роль в фильме «Давние бойфренды» (1979), где также снималась его дочь Нина, в фильме она сыграла роль его дочери. Джордан продолжал выступать на сцене, перейдя в лос-анджелесский актёрский театр Ральфа Уэйта, где он писал сценарии, ставил пьесы и участвовал в спектаклях, таких как Venus of Menschen Falls (1978). В 1976 году он получил награды «Золотой глобус» и «Эмми» за участие в телесериале «Капитаны и короли», где он сыграл роль ирландского эмигранта Джозефа Армаха, который пытался добиться власти и богатства, но потерял при этом душу.
В 1980-х годах Джордан снялся в фильмах «Поднять Титаник» (1980), «Дюна» (1984), «Скверный сезон» (1985) и «Секрет моего успеха» (1987). Он также сыграл роль Альберта Шпеера в телефильме «Бункер» (1981), и в десяти эпизодах популярного телесериала «Уравнитель» (1987—1988), заменив актёра Эдварда Вудварда, который слёг от сердечного приступа. В это же время его сценическая карьера принесла ему награду Obie за роль в спектакле Вацлава Гавеля A Private View (1983) и L.A. Drama Critic’s Award за постановку другой пьесы Гавеля — Largo Desolato (1987).
В 1990 году Джордан был режиссёром постановки Макбета в Нью-Йорке и сыграл роль Джеффри Пелта, советника по национальной безопасности, в фильме «Охота за „Красным Октябрём“». Он также появился в телефильме Three Hotels (1991) и эпизоде телесериала «Байки из склепа» (1991).
Последним фильмом Джордана стал «Геттисберг» (1993), который был снят летом 1992 года и выпущен в 1993 году, где Джордан сыграл роль бригадного генерала конфедератов Льюиса Армистеда, возглавившего провалившуюся атаку Пикетта в битве при Геттисберге. Рональд Максвелл, режиссёр и продюсер фильма, посвятил его Джордану и автору романа The Killer Angels — Майклу Шаара, по мотивам которого и был снят фильм. 8 октября 1993 года был открыт памятник в честь Джордана на Mark Taper Forum (Лос-Анджелес) в день выхода фильма «Геттисберг».
В апреле 1993 года он снимался в фильме «Беглец», пока неизлечимая болезнь не оторвала его от работы окончательно.

## Личная жизнь
У Джордана были дочь Нина (род. 1964) от брака (1964—1972) с актрисой Кэтлин Уидоу и сын Роберт (род. 1982) от актрисы Блэр Браун, с которой он встретился на съёмках мини-серала «Капитаны и короли» в 1976 году и прожил с ней 9 лет.

## Болезнь и смерть
В 1993 году здоровье актёра пошатнулось, у него была обнаружена опухоль мозга. Ричард Джордан скончался 30 августа 1993 в присутствии своей дочери Нины и актрисы Марсии Кросс, с которой он прожил вместе пять лет.

## Фильмография
| Год       |    | Русское название               | Оригинальное название                 | Роль                           |
| --------- | -- | ------------------------------ | ------------------------------------- | ------------------------------ |
| 1962      | с  | Обнажённый город               | Naked City                            | Джона                          |
| 1962      | с  | —                              | Wide Country                          | Эрни Станнард                  |
| 1962      | с  | Бен Кейси                      | Ben Casey                             | Дейви Кратчфилд                |
| 1962—1963 | с  | Империя                        | Empire                                | Джей Би Фаулер                 |
| 1962—1963 | с  | Защитники                      | The Defenders                         | Джон Страфачи / Питер Кру      |
| 1964      | тф | —                              | Ready for the People                  | Эдди Дикинсон                  |
| 1966      | с  | —                              | Hawk                                  | Уоррен Кросс                   |
| 1971      | ф  | Представитель закона           | Lawman                                | Кроу Уилрайт                   |
| 1971      | ф  | Вальдес идёт                   | Valdez Is Coming                      | Ар Эл Дейвис                   |
| 1971      | ф  | Клют                           | Klute                                 | мужчина, целующий Бри Дэниелс  |
| 1972      | с  | —                              | The Bold Ones: The Lawyers            | Эндрю Крейг                    |
| 1972      | ф  | Процесс Кетонсвильской девятки | The Trial of the Catonsville Nine     | Джордж Мише                    |
| 1972      | ф  | Земля Чато                     | Chato’s Land                          | Эрл Хукер                      |
| 1973      | с  | ФБР                            | The F.B.I.                            | Алекс Таннер                   |
| 1973      | ф  | Камураска                      | Kamouraska                            | Джорджес Нельсон               |
| 1973      | тф | —                              | Nightside                             | Гейбл                          |
| 1973      | ф  | Друзья Эдди Койла              | The Friends of Eddie Coyle            | Дейв Фоли                      |
| 1973      | с  | Баначек                        | Banacek                               | Крис Бейли                     |
| 1973      | тф | Это случилось в Виши           | Incident at Vichy                     | фон Берг                       |
| 1973      | с  | Коджак                         | Kojak                                 | Стив Мейси                     |
| 1973      | с  | Хек Рэмси                      | Hec Ramsey                            | Чарльз Клавелл                 |
| 1974      | ф  | Якудза                         | The Yakuza                            | Дасти                          |
| 1975      | ф  | Рустер Когберн                 | Rooster Cogburn                       | Хоук                           |
| 1976      | ф  | Бегство Логана                 | Logan’s Run                           | Фрэнсис                        |
| 1976      | с  | Капитаны и короли              | Captains and the Kings                | Джозеф Арма                    |
| 1977      | ф  | Свидание на одну ночь          | Alibis                                | Пол                            |
| 1978      | тф | Перебежчик Симас Кудирка       | The Defection of Simas Kudirka        | коммандер Эдвард Девон         |
| 1978      | ф  | Интерьеры                      | Interiors                             | Фредерик                       |
| 1978      | тф | Отверженные                    | Les Misérables                        | Жан Вальжан                    |
| 1979      | ф  | Давние бойфренды               | Old Boyfriends                        | Джефф Террин                   |
| 1979      | с  | Происшествие на Френч-Атлантик | The French Atlantic Affair            | Джулиан Вундерлихт             |
| 1979      | ф  | Большая мошенническая проделка | A Nightingale Sang in Berkeley Square | Пинки                          |
| 1980      | ф  | Поднять «Титаник»              | Raise The Titanic                     | Дерк Питт                      |
| 1981      | тф | Бункер                         | The Bunker                            | Альберт Шпеер                  |
| 1982      | тф | —                              | Washington Mistress                   | Майкл Рейнольдс                |
| 1982      | с  | —                              | Insight                               | Джеб                           |
| 1984      | ф  | Дюна                           | Dune                                  | Дункан Айдахо                  |
| 1984—1991 | с  | Американский театр             | American Playhouse                    | Кеннет Хойл / Элмо Блисс       |
| 1985      | ф  | Скверный сезон                 | The Mean Season                       | Алан Делуар                    |
| 1986      | ф  | Мужской клуб                   | The Men’s Club                        | Креймер                        |
| 1986      | ф  | Дети солнца                    | Solarbabies                           | Грок                           |
| 1987      | ф  | Секрет моего успеха            | The Secret Of My Success              | Ховард Прескотт                |
| 1987—1988 | с  | Уравнитель                     | The Equalizer                         | Харли Гейдж                    |
| 1988      | с  | Убийство Мэри Фэган            | The Murder of Mary Phagan             | Хью Дорси                      |
| 1989      | ф  | Ромеро                         | Romero                                | отец Рутилио Гранде            |
| 1989      | тф | Охота за ночным убийцей        | Manhunt: Search for the Night Stalker | сержант Фрэнк Салерно          |
| 1990      | ф  | Охота за «Красным Октябрём»    | The Hunt for Red October              | Джеффри Пелт                   |
| 1991      | ф  | Бомба замедленного действия    | Timebomb                              | полковник Тейлор               |
| 1991      | ф  | Мираж                          | Delusion                              | администратор в конференц-зале |
| 1991      | с  | Байки из склепа                | Tales from the Crypt                  | Чарльз Маккензи                |
| 1991      | ф  | Крик                           | Shout                                 | Юджин Бенедикт                 |
| 1991      | ф  | Игра всей жизни                | Heaven Is a Playground                | Дэвид Рейсин                   |
| 1992      | ф  | Первичный мотив                | Primary Motive                        | Крис Пулас                     |
| 1993      | ф  | Отряд добровольцев             | Posse                                 | шериф Бейтс                    |
| 1993      | ф  | Геттисберг                     | Gettysburg                            | Льюис Эддисон Армистид         |